# Cristal Arena
Cristal Arena – stadion piłkarski, położony w mieście Genk, Belgia. Swoje mecze na tym obiekcie rozgrywa zespół RC Genk. Jego pojemność wynosi 24 956 miejsc. Wcześniej nazywał się Fenix Stadion.